# Rhomboda
Rhomboda – rodzaj roślin z rodziny storczykowatych (Orchidaceae). Obejmuje 24 gatunki występujące w Azji w takich krajach i regionach jak: Asam, Archipelag Bismarcka, Borneo, Chiny, Himalaje, Hajnan, Japonia, Jawa, Małe Wyspy Sundajskie, Malezja Zachodnia, Moluki, Mjanma, Riukiu, Nepal, Nowa Gwinea, Filipiny, Queensland, Wyspy Salomona, Celebes, Tajwan, Sumatra, Tajlandia, Tybet, Vanuatu, Wietnam.

## Systematyka
Rodzaj sklasyfikowany do podplemienia Goodyerinae w plemieniu Cranichideae, podrodzina storczykowe (Orchidoideae), rodzina storczykowate (Orchidaceae), rząd szparagowce (Asparagales) w obrębie roślin jednoliściennych.
Wykaz gatunków
- Rhomboda abbreviata (Lindl.) Ormerod
- Rhomboda alticola (Schltr.) Ormerod
- Rhomboda arunachalensis A.N.Rao
- Rhomboda atrorubens (Schltr.) Ormerod
- Rhomboda bantaengensis (J.J.Sm.) Ormerod
- Rhomboda blackii (Ames) Ormerod
- Rhomboda cristata (Blume) Ormerod
- Rhomboda dennisii Ormerod
- Rhomboda elbertii Ormerod
- Rhomboda fanjingensis Ormerod
- Rhomboda kerintjiensis (J.J.Sm.) Ormerod
- Rhomboda lanceolata (Lindl.) Ormerod
- Rhomboda longifolia Lindl.
- Rhomboda minahassae (Schltr.) Ormerod
- Rhomboda monensis Odyuo, D.K.Roy, Av.Bhattacharjee & Ormerod
- Rhomboda moulmeinensis (C.S.P.Parish & Rchb.f.) Ormerod
- Rhomboda pauciflora (Ridl.) Ormerod
- Rhomboda petelottii (Gagnep.) Ormerod
- Rhomboda polygonoides (F.Muell.) Ormerod
- Rhomboda pulchra (King & Pantl.) Ormerod & Av.Bhattacharjee
- Rhomboda tokioi (Fukuy.) Ormerod
- Rhomboda velutina (J.J.Sm.) Ormerod
- Rhomboda wardii Ormerod
- Rhomboda yakusimensis (Masam.) Ormerod